# أبو الفضل محمد سيف الله القتال
 أبو الفضل محمد سيف الله الـقـتّـال  هو سليل الدوحة الهاشمية، والمتصل نسبه إلى الحسين السبط « » بن أمير المؤمنين علي بن أبي طالب « »، ويعتبر  الـقـتّـال  من أبرز رجال القرن السابع للهجرة النبوية، ومن أشهر الشخصيات المعروفة في مختلف الأقطار ممن نشروا المذهب الشافعي في تلك الفترة، والتي ذُكرت في سطور التاريخ، وقد ترك بصمة واضحة على الساحة من الناحية الدعويه، ولازالت كتب التاريخ تسطر أمجاده وأمجاد أبناءه وأحفاده من بعده، سواء كانوا قد فارقوا الحياة أو ما زالوا على قيد الحياة حتى هذه اللحظة، و الـقـتّـال  له ذرية مباركة انتشرت في دول الخليج العربي والعالم الإسلامي من دون استثناء، ويعرفون بـ «السادة الـقـتّـالية» أحد فروع بني هاشم القبيلة القرشية المضرية العدنانية، فهو الجد الجامع لكل هذه القبيلة الشريفة، التي حافظت على توثيق أنسابها خالصة محصنة، وعلى أحساب أجدادهم صافية نقية، كابراً عن كابر وخلف عن سلف على مر السنين، والسير على نهج جدهم الرسول ﷺ، حيث أحيوا السنّة وأماتوا البدعة، وهذا كل ما أتى بتاريخ  الـقـتّـال  باختصار، ونترككم مع ما تبقى من سيرته المشرفة.
| أبو الفضل محمد سيف الله القتال | محمد سيف الله الـقـتّـال، من رجال القرن السابع للهجرة النبوية، وهو الجد الجامع للسادة الـقـتّـالية - الهواشم، الذين ينتشرون في مختلف دول الخليج العربي، والعالم الإسلامي من دون استثناء، ويبلغ عددهم حالياً ما يُقارب 25 ألف نسمة | أبو الفضل محمد سيف الله القتال |

## أسمه
محمد بن المعلى بن نعيم الدين برقان بن علي الحسيني الهاشمي القرشي.

## كنيته
كُنى بـ «أبي الفضل»، نسبةً إلى ابنه الأكبر الفضل.

## لقبه
لُقب من قِبل عشيرته بـ «سيف الله الـقـتّـال» فأصبح مشهوراً بهذا اللقب، وسبب تسميته بهذا اللقب هو: قتله لبعض جنود الجيش المغولي أثناء هجماتهم الوحشية على مدن العراق، وبالأخص نواحي مدينة واسط حيثُ قاوم  الـقـتّـال  مع مجموعة من جماعته هذا الاجتياح البربري في بداية الأمر، وقتلوا عدداً من الغزاة فلما عجزوا عن القتال والمقاومة اضطروا أن يلوذوا مثل غيرهم من هذه المعركة الهمجية، وذلك في يوم الجمعة المصادف 19 من شهر محرم لسنة 656 هـ الموافق 25 من شهر يناير لسنة 1258 م، فقرر  الـقـتّـال  أن يلجؤوا جميعاً إلى الأماكن البعيدة والآمنة قبل سقوط مدينة بغداد حاضرة الدولة العباسية، وعاصمة الخلافة الإسلامية آنذاك بيد المغول، فاستعان بالسفن الشراعية عن طريق البصرة للخروج من العراق، والتوجه بباقي أهله وأمواله وخدمه إلى الساحل الشرقي للخليج العربي.

## نسبه
يتصل نسبه الشريف إلى الحسين بن علي « » بن أمير المؤمنين علي بن أبي طالب « »، وأبن السيدة فاطمة الزهراء « » بنت سيد البشر محمد ﷺ، إذاً هو: محمد بن المعلى بن نعيم الدين برقان بن علي بن الحسين بن المهدي بن محمد بن القاسم بن الحسين بن أحمد الأكبر بن موسى الثاني أبي سبحة بن إبراهيم المرتضى بن موسى الكاظم بن جعفر الصادق بن محمد الباقر بن علي زين العابدين بن الحسين السبط « » بن أمير المؤمنين علي بن أبي طالب « » بن عبد المطلب بن هاشم بن عبد مناف بن قصي بن كلاب بن مرة بن كعب بن لؤي بن غالب بن فهر بن مالك بن النضر بن كنانة بن خزیمة بن مدركة بن الیاس بن مضر بن نزار بن معد بن عدنان الهاشمي القرشي.

## مولده
ولد  الـقـتّـال  بالربع الأخير من القرن السادس الهجري، وتحديداً في يوم الخميس المصادف 12 من شهر جمادى الأولى لسنة 578 هـ الموافق 9 من شهر سبتمبر لسنة 1182 م، أيام الخلافة العباسية، في مسقط رأسه بقرية «أم عبيدة» إحدى قرى البطائح بـ مدينة واسط في العراق.

## أخلاقه
تجمل  الـقـتّـال  بمحاسن الأخلاق الحميدة، وحرص على تربية نفسه عليها، وجعل من القرآن الكريم خلقه في التعامل مع جميع الناس، حتى تمكن من تحقيق أهدافه في الوصول إلى هداية القلوب الغافلة والعقول الحائرة في منطقة الساحل الشرقي للخليج العربي، وكان قدوته في ذلك جده رسول الله ﷺ، وبحسن الخلق بلغ  الـقـتّـال  أرفع المنازل، حينما استطاع أن يكسب محبة من كانوا حوله، فقد توصل إلى إجراء تغييرات على سلوكيات وأخلاق من كانوا يسكنون في تلك المناطق، وكانت هذه هي غايته حيثُ عمل  الـقـتّـال  في بداية تلك الفترة على محاسبه النفس، والوقوف عند حدود الله، والتخلق بأخلاق كتاب الله وسنة رسوله ﷺ، ثم القيام بنشر مبادئ الأخلاق الكريمة على أهل المنطقة التي كان يسكنها، ومع ذلك لا ننسى الدور الذي بذله  الـقـتّـال  في حث أبناءه على التحلي بمكارم الأخلاق، وكيفيه المحافظة عليها حتى ينالوا رضا الله سبحانه وتعالى، وقد وصى  الـقـتّـال  أبناءه قبل وفاته «عَلَيْكُمْ بِخَمْسِ خِصَالٍ: صُونُوا أَلْسِنَتَكُمْ عَنِ الْبُهْتَانِ وَالْكَذِبِ، وَابْتَعِدُوا عَنِ الظُّلْمِ وَالْخُصُومَاتِ، وَتَجَنَّبُوا لُقْمَةَ الحَرَامِ وَطَعَامِ الشُّبُهَاتِ، وَتَجَنَّبُوا قَطْعَ الْأَرْحَامِ، وَابْتَعِدُوا عَنِ البِدَعِ وَاتَّبَاعِ الْأَهْوَاءِ».

## مذهبه
سلك  الـقـتّـال  المذهب الشافعي، وحرص على اتباع كتاب الله وسنة رسوله ﷺ، والابتعاد عن كل ما يخالفهما من مظاهر الشرك والبدع التي كانت منتشرة في تلك الفترة، وقد اقتدى أبناءه وأحفاده من بعده الشافعية إلى يومنا هذا بشكل عام، وبسنة جدهم محمد ﷺ بشكل خاص، ولا يكابر في ذلك أحد، فهم الذين نصروا عقيدة أهل السنة والجماعة على مر السنين، حينما نشروا مذهب الإمام الشافعي في كافة مناطق الساحل الشرقي للخليج العربي، حتى أصبح المذهب السائد في جميع تلك المناطق.

## منهجه
حارب  الـقـتّـال  طوال فترة حياته كل من يُحاول تغيير مفاهيم الإسلام بإدخال الزائف على الصحيح حتى يظن الناس أن هذا من الدين، حيثُ أجرى حواراً مع الكثير من أهل البدع والضلالة، وفي كل مره كان يحذرهم من عدم اصطباغ الإسلام بصبغة عقائد أهل الأهواء، كما ينهيهم من الانزلاق وراء أصحاب الخرافات الذين كانوا يتخفوا تحت غطاء الدين الإسلامي، واستمر على ذلك حتى تمكن من إعادة إحياء منهج أهل السنة والجماعة في الساحل الشرقي للخليج العربي.

## عقيدته
أما عن عقيدة  الـقـتّـال ، فمرجعها كتاب الله وسنة رسوله ﷺ، فهي عقيدة السابقين الأولين من المهاجرين والأنصار، وكان  الـقـتّـال  يدعو الناس إلى اتباع السنة النبوية، والسير على نهجه الرسول ﷺ، والتمسك بالعقيدة الصحيحة التي أوصى بها أول أمته وآخرهم، والاقتداء بأقوال الصحابة والتابعين لهُم بإحسان، والابتعاد عن أهل البدع والضلال، وعدم الجلوس مع أصحاب الأهواء أو مخالطتهم، وترك المراء والجدال والخصومات في الدين، وعاش  الـقـتّـال  يدعو إلى هذه العقيدة حتى آخر أيام عمره، وهو على سرير المرض وقبل وفاته أوصى أبناءه على محاربه البدع وأهلها، ونشر العقيدة الصحيحة بين جميع الناس، وقد نصر الله السنّة به، عندما قمع أهل البدعة والزيغ في تلك المنطقة.

## عبادته
اجتهد  الـقـتّـال  في العبادة، وكان من أحرص الناس على أداء الفرائض والسنن، والواقع يشهد على ذلك حيثُ قال في وصيته لأبنائه قبل موته: «مَنْ يُرِدِ الرُّقِيَّ بِعَمَلِهِ فَلْيُصْلِحْ بَيْنَ النَّاسِ، وَمَنْ أَرَادَ التَّمَتُّعَ بِخِصَالِ الْمُتَّقِينَ فَلَا يَنْسِبُ لِغَيْرِهِ مَا لَا يَرْتَضِيهِ لِنَفْسِهِ»، ونجد في المراجع والوثائق الخاصة بالسادة الـقـتّـالية - الهواشم، ما يدل على معالم عبادته ومن خلالها يتضح لنا طريقة  الـقـتّـال  في محاربة النفوس وأحوالها، ومفهومه الخاص في التعبد والإكثار من الطاعات والمحافظة على النوافل بعد كل صلاة، وعدم الانشغال عن الذكر والاستغفار، والشغف لتلاوة القرآن الكريم، ولم تفت  الـقـتّـال  صلاة الجماعة إلا وهو في المسجد حتى في أيام مرضه، وكان لا يدع صيام الإثنين والخميس وغيرها....... من سنن الصيام، وقد جاور  الـقـتّـال  الكعبة المشرفة في فترة هجرته إلى مكة المكرمة، وكان أهل مكة يذكرون عنه كثرة طوافه حول البيت الحرام، وتمسكه بحلقات الذكر في الحرم المكي، وعُرف عن  الـقـتّـال  إنه كان يُقسّم الليل لثلاثة أقسام، فإذا ما أقبل النصف الأخير من الليل أوى إلى «خلوته» يُصلي قيام الليل، وكانت له طريقه في الصلاة حيثُ يمد ركوعها وسجودها، ويجهر ببعض الآيات في صلاته، ثمّ يقوم على قدمَيه يدعو الله ويتضرع له إلى طلوع الفجر، وقبل أذان الفجر يعود إلى المسجد يقرأ ما تيسر من كتاب الله حتى إقامة الصلاة، وإذا صلى الفجر جلس مكانه يذكر الله، ويكمل قراءة القرآن حتى تطلع الشمس، ثم يصلي ركعتين قبل خروجه من المسجد، ومن ثم يقضي أغلب نهاره في نشر المذهب الشافعي، واستمر  الـقـتّـال  على ذلك لمدة عشرين عاماً متنقلاً في مناطق الساحل الشرقي للخليج العربي، حتى تمكن من تثبيت العقيدة الصحيحة بين جميع الناس، ومع كل هذه الظروف داومَ  الـقـتّـال  على العبادة حتى في الأوقات الحرجة مثل مشاكل المرض أو كبر السن إلى بلوغ الأجل، حتى أصبح مضرب المثل في حرصه على الاقتداء بسنة الرسول ﷺ، ومما لاشك فيه بأن كل ماوصل إليه  الـقـتّـال  بتوفيق من الله، ومباركته لوقته وعمره.

## زهده
ترك  الـقـتّـال  راحة الدنيا طلباً لراحة الآخرة، واتجه نحو ربه بقلب منيب في جميع شؤون حياته، وتحرز من الشبهات والمكروهات حتى أصبحت أعمال الآخرة مقدمة عنده على أمور الدنيا، فبلغ الدرجة العالية في الزهد حينما اكتفى بما يعينه على طاعة الله بالأعمال الصالحة، وسلك طريق الزهد في الدنيا حتى ينال طلب الآخرة، حيثُ نظر إلى الدنيا بعين الزوال، فأعرض عن جميع مباهج الحياة وزينتها لكي لا تشغله الدنيا عن الآخرة، وليس معنى الزهد عند  الـقـتّـال  فقط في ترك الدنيا، وانما الصلاح والإقبال على الله والحذر من غرورها، ليجد نفسه زاهداً في كل شئ، فالمؤمن الصالح يطلب الرزق ويجتهد في جميع أعماله، ولكن يجب أن يكون هدفه الأول الترفع عن أمور الدنيا ويعمل لآخرته، ونجد حياة  الـقـتّـال  مليئة بالشواهد الدالة على زهده، حينما قال في وصيته لأبناءه قبل موته: «لَا تَغْتَرُّوا بِالدُّنْيَا وَخِدَاعِهَا فَهِيَ دَارٌ فَانِيَةٌ، وَجَنِّبُوا هِمَّتَكُمْ دَنَسَ وَمَكَائِدَ إِبْلِيْسَ، فَهُوَ لَكُمْ عَدُوٌّ مُبِينٌ»، ولو أراد  الـقـتّـال  أن يعيش في نعيم ورغَد لكان لهُ ذلك، ولكنه آثر القناعة والصبر على ملاذ الدنيا ابتغاءَ مرضاة الله، حيثُ لا تتم الرغبة في الآخرة بنسبة  للسيد الـقـتّـال  إلا بالزهد في الدنيا والبعد عن مغرياتها وزخارفها....... فليس سهلاً أن تكون قائداً وقدوة، وليس يسيراً أن تكون وريثاً للأنبياء !!!

## فضله
كان  للسيد الـقـتّـال  الدور البارز في خدمة ونشر المذهب الشافعي، بل كان لهُ الفضل كذلك في إصلاح العقيدة بمناطق الساحل الشرقي للخليج العربي، فقد استطاع  الـقـتّـال  القضاء على تلك العقائد الباطنية، والمنتشرة آنذاك من قبل أهل البدع والشرك حتى أصبح المعروف منكراً والمنكر معروفاً عند سكان تلك المناطق، وتمكن  الـقـتّـال  من غرس مسائل العقيدة الإسلامية الصحيحة التي كان عليها الرسول ﷺ وصحابته، ومن سار على نهجهم إلى أن يرث الله الأرض ومن عليها، ولولا إصرار  الـقـتّـال  لما حلت العقيدة الصحيحة المأخوذة من الكتاب والسنة مكان تلك العقائد، وتعد الكتب والوثاثق التي تخص تاريخ السادة الـقـتّـالية - الهواشم، دليلاً عظيماً على مدى خدمة  الـقـتّـال  لتثبيت هذا المذهب، بعد أن أعاد منهج أهل السنة والجماعة بين جميع الناس.

## الخلفاء العباسيون الذين عاصرهم
عاصر  الـقـتّـال  أربعة من خلفاء بني العباس وهم : -
- الخليفة العباسي الرابع والثلاثون : أحمد الناصر لدين الله، من سنة 575 هـ 1180 م إلى سنة 622 هـ 1225 م.
- الخليفة العباسي الخامس والثلاثون : محمد الظاهر بأمر الله، من سنة 622 هـ 1225 م إلى سنة 623 هـ 1226 م.
- الخليفة العباسي السادس والثلاثون : منصور المستنصر بالله، من سنة 623 هـ 1226 م إلى سنة 640 هـ 1242 م.
- الخليفة العباسي السابع والثلاثون : عبد الله المستعصم بالله، من سنة 640 هـ 1242 م إلى سنة 656 هـ 1258 م.

 وهو آخر خليفة عباسي في بغداد، والذي قُتل على يد هولاكو سنة 656 هـ 1258 م، بعد أن وصلت الدولة إلى مرحلة الضعف وسوء الإدارة، وأهتز العالم الإسلامي لسقوط مدينة بغداد عاصمة الخلافة العباسية، والتي دافعت عن الحضارة الإسلامية أكثر من خمسة قرون، وملأ الحزن قلوب المسلمين حتى إنهم ظنوا أن العالم على وشك الانتهاء، وأن الساعة آتية عما قريب لهول المصيبة التي حلّت بهم، وإحساسهم بأنهم أصبحوا بدون خليفة، وهو أمر لم يعتادوا عليه منذ وفاة الرسول ﷺ. 

## ذريته

### أبناؤه
- الذكور : ويبلغ عددهم 15، وحسب الترتيب فهم : -

1. شرف الدين الفضل، الأبن الأول «البكر»  للسيد الـقـتّـال ، ويُعد أكبر أولاده، وبه كان يُكنى، وقد ولد في مكة المكرمة، وأمه هي السيدة شيخة بنت علي بن عجلان الحسيني المكي، وهو مدفون في منطقة الساحل الشرقي للخليج العربي.
2. فخر الدين كامل، الأبن الثاني  للسيد الـقـتّـال ، وقد ولد في العراق، وأمه هي السيدة شيخة بنت علي بن عجلان الحسيني المكي
3. تاج الدين سليمان، الأبن الثالث  للسيد الـقـتّـال ، وقد ولد في العراق، وأمه هي السيدة عفيفة، وهو مدفون في مدينة بغداد - العراق.
4. نعيم الدين برقان، الأبن الرابع  للسيد الـقـتّـال ، وقد ولد في العراق، وأمه هي بنت عم  الـقـتّـال  السيدة حفصة بنت ركن الدين علي بن نعيم الدين برقان بن علي الحسيني الهاشمي القرشي
5. عماد الدين إسماعيل، الأبن الخامس  للسيد الـقـتّـال ، وقد ولد في العراق، وأمه هي السيدة عفيفة، وهو مدفون في منطقة الساحل الشرقي للخليج العربي.
6. قطب الدين رجب، الأبن السادس  للسيد الـقـتّـال ، وقد ولد في العراق، وأمه هي فاطمة، وهو مدفون في منطقة ريفية على الساحل الشرقي للخليج العربي.
7. جمال الدين جري، الأبن السابع  للسيد الـقـتّـال ، وقد ولد في العراق، وأمه هي السيدة عفيفة، حيث وصف بجمال المظهر عند ولادته، وانتقل من منطقة الساحل الشرقي للخليج العربي قبل وفاة والده  الـقـتّـال  إلى أرض خراسان، لقمع كل أنواع الشركيات وأحياء العقيدة الصحيحة بين أهل المنطقة، ويعرف المنحدرون من صلبه بـ «السادة الناصريين»، وهو مدفون في إقليم خراسان.
8. جلال الدين أحمد، الأبن الثامن  للسيد الـقـتّـال ، وقد ولد في العراق، وأمه هي بنت عم  الـقـتّـال  السيدة حفصة بنت ركن الدين علي بن نعيم الدين برقان بن علي الحسيني الهاشمي القرشي، وهو مدفون بجوار مسجد الخليفة الأموي عمر بن عبد العزيز في منطقة الساحل الشرقي للخليج العربي.
9. شمس الدين يوسف، الأبن التاسع  للسيد الـقـتّـال ، وقد ولد في العراق، وأمه هي فاطمة، وعند انتقاله إلى بلاد الهند لمحاربة أهل البدع والخرافات ونشر المذهب الشافعي، أطلق عليه هناك لقب «الملك» أي «راجو / राजू / Raju» بحسب اللغة الهندية، وله مؤلفات وكتب كثيرة، ومن أشهر كتبه (التذكرة)، وهو مدفون في مدينة حيدر آباد - الهند.
10. نور الدين جودر، الأبن العاشر  للسيد الـقـتّـال ، وقد ولد في العراق، وأمه هي بنت عم  الـقـتّـال  السيدة حفصة بنت ركن الدين علي بن نعيم الدين برقان بن علي الحسيني الهاشمي القرشي، وهو مدفون في منطقة الساحل الشرقي للخليج العربي.
11. برهان الدين غيب، الأبن الحادي عشر  للسيد الـقـتّـال ، وقد ولد في العراق، وأمه هي السيدة شيخة بنت علي بن عجلان الحسيني المكي، وهو مدفون في منطقة الساحل الشرقي للخليج العربي.
12. نعيم الدين سليمان الأصغر، الأبن الثاني عشر  للسيد الـقـتّـال ، وقد ولد في العراق، وأمه هي السيدة عفيفة، وعند وصول خبر ولادته أطلق عليه والده  الـقـتّـال  لقب «نمر»، وهو مدفون في منطقة الساحل الشرقي للخليج العربي.
13. عز الدين سالم، الأبن الثالث عشر  للسيد الـقـتّـال ، وقد ولد في العراق، وأمه هي فاطمة، وهو مدفون في منطقة الساحل الشرقي للخليج العربي.
14. سيف الدين مسرور، الأبن الرابع عشر  للسيد الـقـتّـال ، وقد ولد في العراق، وأمه هي السيدة عفيفة، وهو مدفون في منطقة الساحل الشرقي للخليج العربي.
15. فخر الدين المعلى، الأبن الخامس عشر  للسيد الـقـتّـال ، ويُعد أصغر أولاده، وقد ولد في العراق قبل هجرة  الـقـتّـال  بأربع شهور، وسمه  الـقـتّـال  بهذا الاسم تيمناً بوالده : فخر الدين المعلى بن نعيم الدين برقان بن علي الحسيني الهاشمي القرشي، وأمه هي السيدة شيخة بنت علي بن عجلان الحسيني المكي، وكان عمره أربع سنوات حينما توفي، وقيل أكثر من ذلك، وهو مدفون بجوار قبر والده  الـقـتّـال  في نواحي منطقة «صحراء الراشدية» على الساحل الشرقي للخليج العربي.

- الإناث : ويبلغ عددهن 3، وحسب الترتيب فهن : -

1. السيدة خديجة، الابنة الأولى  للسيد الـقـتّـال ، وتُعد كبرى بناته، وقد ولدت في العراق، وأمها هي بنت عم  الـقـتّـال  السيدة حفصة بنت ركن الدين علي بن نعيم الدين برقان بن علي الحسيني الهاشمي القرشي، وهي مدفونة في منطقة الساحل الشرقي للخليج العربي.
2. السيدة عائشة، الابنة الثانية  للسيد الـقـتّـال ، وقد ولدت في العراق، وأمها هي السيدة شيخة بنت علي بن عجلان الحسيني المكي
3. السيدة حفصة، الابنة الثالثة  للسيد الـقـتّـال ، وتُعد أصغر بناته، وقد ولدت في العراق، وأمها هي السيدة عفيفة، وهي مدفونة في منطقة الساحل الشرقي للخليج العربي.

### أحفاده
وحسب الترتيب فهم : -
1. تاج الدين سليمان.
2. شرف الدين موسى.
3. كمال الدين صالح.
4. شمس الدين محمد.
5. نور الدين عيسى، حيثُ قيل أنه مات في ريعان شبابه ولم يعقب ذرية، لذا فسلسلة نسب السادة الـقـتّـالية - الهواشم، تنحصر اليوم في إخوته الأربعة فقط.

## وفاته
في منتصف شهر ذو القعدة من عام 677 هـ مرض  الـقـتّـال  بداء الحمى، وبقيّ مريضاً أكثر من شهر، وكان مع شدة مرضه يتحمل الآلام بدون تأوه أو شكوى، وقد ثابر على تأدية الفرائض والنوافل التي اعتاد عليها بقدر استطاعته إلى أن وافته المنية في يوم الإثنين المصادف 22 من شهر ذو الحجة لسنة 677 هـ الموافق 1 من شهر مايو لسنة 1279 م، وانتهت حياة  الـقـتّـال  بعد أن بلغ من العمر 99 عاماً، فقد كانت حياته منحصرة بين سنتي 578 و 677 للهـجرة النبوية الشريفة.

## مدفنه
بعد أن لبى  الـقـتّـال  نداء ربه دُفن في بيته بجوار مسجده في نواحي منطقة «صحراء الراشدية» على الساحل الشرقي للخليج العربي، وكان يوماً مُهيباً من كثرة الحضور أثناء دفنه، حيث يبقى  الـقـتّـال  اليوم شاهداً على عظمة انتشار المذهب الشافعي في كافة مناطق دول الخليج العربي، وقد خلّف تراثاً فكرياً كبيراً تمتاز بالوسطية لإثراء أهل السنة والجماعة في تلك المناطق، واستفاد منه كثير من رجال عصره، ومن جاء بعده من أبناءه وأحفاده إلى يومنا هذا.
| دعاء للمغفور له بإذن الله تعالى محمد الـقـتّـال ﴿ اللَّهُمَّ اغْفِرْ لَهُ، وَارْحَمْهُ، وَعَافِهِ، وَاعْفُ عَنْهُ، وَأَكْرِمْ نُزُلَهُ، وَوَسِّعْ مُدْخَلَهُ، وَاغْسِلْهُ بِالْمَاءِ وَالثَّلْجِ وَالْبَرَدِ، وَنَقِّهِ مِنَ الْخَطَايَا كَمَا نَقَّيْتَ الثَّوْبَ الْأَبْيَضَ مِنْ الدَّنَسِ، وَأَبْدِلْهُ دَاراً خَيْراً مِنْ دَارِهِ، وَأَهْلاً خَيْراً مِنْ أَهْلِهِ، وَزَوْجاً خَيْراً مِنْ زَوْجِهِ، وَأَدْخِلْهُ الْجَنَّةَ، وَأَعِذْهُ مِنْ عَذَابِ الْقَبْرِ، وَمِنْ عَذَابِ النَّارِ ﴾ |
| —رَوَاهُ مُسْلِم— |

## صورته
وفي الحقيقة لم تثبت له أي صورة عن طريق الرسم أو عن طريق التصوير القديم أو الحديث في جميع الكتب والمخطوطات، لأنه أول كاميرا ضوئية تم ابتكارها كانت في عام 1235 هـ الموافق 1820 م على يد لويس داجير، والتي عرفت بـ «الداجيروتايب» داجيرية، وكان هذا بعد وفاة  الـقـتّـال  بخمسمائة وإحدى وأربعين سنة.

### أولاً: الكتب: -
- الموجز المبين في نسب السادة الـقـتّـاليين، تأليف : النسابة الدكتور / حسن بن عبد الرحيم بن يوسف البوهاشم، وتجد في هذا الكتاب نسب الأسرة الهاشمية الشريفة من ذرية أبو الفضل محمد سيف الله القتّال، وقد تم إصدار الكتاب من قبل مركز الهواشم للدراسات والبحوث، أبوظبي - دولة الإمارات العربية المتحدة، سنة 2004 م.
- المادة الهاشمية عبر التاريخ «كيف تمسكت بعقيدتها وحافظت على نسبها خارج أرض الجزيرة العربية»، تأليف : كامل بن يوسف بن كامل بن علي الهاشمي، الدوحة - قطر، سنة 2012 م.
- تاريخ المشاهد المشرفة، تأليف : النسابة حسين أبو سعيدة النجفي، بغداد - العراق، سنة 1998 م، وهو كتاب ضخم من ثلاثة أجزاء، وقد ذكر فيه العديد من أضرحة، ومشاهد السادة والأشراف في العالم الإسلامي، ومنها ضريح الـقـتّـال.
- تذكرة الهاشمي، تأليف : مصطفى بن عبد الرحيم المصطفوي الهاشمي، المطبعة الوطنية، دبي - دولة الإمارات العربية المتحدة، سنة 1993 م، وهو كتاب جميل اهتم في جمع وتنسيق أسماء أحفاد الـقـتّـال، حيث جمعهم وربطهم في بعضهم البعض بطريقة جميلة وحديثة، وذلك لنشر الوعي العام بين أبناء الجد الواحد، والتعريف بتاريخ وحياة وأحوال الأجداد، وأماكن هجرة أبناء الـقـتّـال، وأماكن دفنهم «ي»، وتجد الكثير من قصصهم ومواقفهم المشرفة، مع ذكر خلاصه الوثائق والكتب التي كتبت من قبل عن هذا الفرع المبارك من بني هاشم، وشمل هذا الكتاب أماكن استقرارهم، وكل هذه المعلومات أدت إلى زيادة الصلة والروابط الاجتماعية بين أحفاد الـقـتّـال.
- التبيين في أنساب القرشيين، تأليف : موفق الدين عبد الله بن أحمد بن محمد بن قدامة المقدسي، تحقيق : محمد نايف الدليمي، المجمع العلمي العراقي، بغداد - العراق، سنة 1402 هـ / 1982 م.
- تذكرة الأولياء المسمى بـ «تحفة الراغبين»، تأليف : المؤرخ النسابة علي بن حمدي الحسيني الهاشمي، من رجال القرن العاشر الهجري، والذي قام بتدوينها في عام 982 هـ، وقد تم إعادة طباعته وتنسيقه في سنة 2001 م، ويعتبر أول كتاب تم جمعه وتدوينه لنسب الـقـتّـال، ومن أهم المراجع للسادة الـقـتّـالية - الهواشم.
- تنوير الأبصار في طبقات السادة الأخيار، تأليف : أبي الهدى الصيادي، مطبعة محمد أفندي مصطفى، القاهرة - جمهورية مصر العربية، سنة 1306 هـ.
- بحـر الأنساب المسمى بـ «المشجر الكشاف لأصول السادة الأشراف»، تأليف : العلامة النسابة محمد بن أحمد بن عميد الدين الحسيني النجفي (توفي : بالقرن التاسع الهجري)، دار المجتبى، المدينة المنورة - المملكة العربية السعودية، سنة 1419 هـ.
- الروض البسام أشهر البطون القرشية بالشام، تأليف : أبي الهدى الصيادي، مكتبة التراث، دمشق - سوريا، سنة 1993 م.
- زاوية الأشراف وأعيان هذه العائلة، تقديم : أحفاد الشريف عبد الرحمن الشريف الحسيني الأول، جمعية عمال المطابع التعاونية، عمان - الأردن، سنة 1981 م.
- صحاح الأخبار في نسب السادة الفاطمية الأخيار، تأليف : محمد سراج الدين بن عبد الله، مطبعة نخبة الأخبار، بومباي - الهند، سنة 1306 هـ.
- طبقات النسابين، تأليف : بكر أبوزيد، دار الرشد، الرياض - المملكة العربية السعودية، سنة 1987 م.
- عشائر الشام، تأليف : أحمد وصفي زكريا، دار الفكر المعاصر، بيروت - لبنان، سنة 1983 م.
- عشائر العراق، تأليف : عباس العزاوي، شركة التجارة والطباعة المحدودة، بغداد - العراق، سنة 1956 م.
- عنوان المجد في بيان أحوال بغداد والبصرة ونجد، تأليف : إبراهيم فصيح بن صبغة الله الحيدري البغدادي، دار منشورات البصري، بغداد - العراق، سنة 1962 م.
- الأنوار الباهرة بفضائل أهل البيت النبوي والذرية الطاهرة، تأليف : أبو الفتوح عبد الله بن عبد القادر التليدي، طبعة مكتبة الإمام الشافعي - دار ابن حزم، سنة 1997 م.
- القبائل والبيوتات الهاشمية في العراق، تأليف : يونس السامرائي، مكتبة الشرق الجديدة، بغداد - العراق، سنة 1988 م.
- المنتخب في ذكر نسب قبائل العرب، تأليف : عبد الرحمن بن حمد بن زيد المغيرى (المتوفى : 1364 هـ)، دار المدني، جدة - المملكة العربية السعودية، سنة 1984 م.
- القبائل العراقية، تأليف : يونس السامرائي، مكتبة الشرق الجديدة، بغداد - العراق، سنة 1989 م.
- من بعض أنساب العرب، تأليف : الدكتور خاشع المعاضيدي، دار الشؤون الثقافية العامة، بغداد - العراق، سنة 1990 م.
- منية الراغبين في طبقات النسابين، تأليف : عبد الرزاق الحسيني، مطبعة النعمان، النجف الأشرف - العراق، سنة 1972 م.

### ثانياً: المشجرات: -
- مشجرة السادة الـقـتّـاليين الكبرى، في دول الخليج العربي، إعداد : النسابة الدكتور / حسن بن عبد الرحيم بن يوسف البوهاشم، حيث تجد في هذه المشجرة المباركة أن أصلها ثابت، وهي كثيرة الفروع، وتضم السادة الـقـتّـالية - الهواشم أحفاد أبو الفضل محمد سيف الله القتّال، إلى عمود جامع تربطهم بجدهم الأكبر : أمير المؤمنين علي بن أبي طالب « »، وزوجته السيدة فاطمة الزهراء « » بنت خير البشر سيدنا محمد ﷺ، والذي ينتهي نسبهم الكريم إلى الحسين سبط رسول الله ﷺ، وقد وثقت هذه المشجرة من قبل كثير من نسابي بني هاشم، ونقابات السادة الأشراف في العراق وسوريا والأردن....... وغيرها من الدول، حيث تم الاعتماد على ما أورده النسابون والمؤرخون في الوثائق القديمة وكتب النسب المحفوظة لدى السادة الـقـتّـالية - الهواشم منذ مئات السنين، وعليه تم التحقيق بشكل علمي على إثبات النسب النبوي الشريف، عندها تم تزكية رؤساء وحكام وملوك بعض دول الخليج والدول العربية بالتوقيع على مشجرة السادة الـقـتّـاليين الـكبرى، ومنهم الشيخ زايد بن سلطان بن زايد بن خليفة آل نهيان، رئيس دولة الإمارات العربية المتحدة، والملك حمد بن عيسى بن سلمان بن حمد آل خليفة، ملك مملكة البحرين، والملك محمد السادس بن الحسن الثاني بن محمد بن يوسف الشريف العلوي، ملك المملكة المغربية، ومن مشجرة السادة الـقـتّـاليين الكبرى تم استخلاص وكتابة عمود نسب أبو الفضل محمد سيف الله القتّال بن المعلى بن نعيم الدين برقان بن علي بن الحسين بن المهدي بن محمد بن القاسم بن الحسين بن أحمد الأكبر بن موسى الثاني أبي سبحة بن إبراهيم المرتضى بن موسى الكاظم بن جعفر الصادق بن محمد الباقر بن علي زين العابدين بن الحسين السبط « » بن أمير المؤمنين علي بن أبي طالب بن عبد المطلب بن هاشم بن عبد مناف بن قصي بن كلاب بن مرة بن كعب بن لؤي بن غالب بن فهر بن مالك بن النضر بن كنانة بن خزیمة بن مدركة بن الیاس بن مضر بن نزار بن معد بن عدنان الهاشمي القرشي، وقد صدرت الطبعة الأولى من هذه المشجرة في سنة 1416 هجري الموافق لسنة 1996 ميلادي.

### رابعاً: المعاجم: -
- معجم مايخص آل البيت النبوي، تأليف : الدكتور عبد الكريم بن إبراهيم آل غضية، دار ابن الجوزي، الرياض - المملكة العربية السعودية، سنة 1420 هـ.

### سادساً: التصديقات: -
جميع التواقيع المعتمدة والموثقة التي تمت من قبل رؤساء وحكام وملوك بعض دول الخليج والدول العربية على مشجرة السادة القتاليين الكبرى «الطبعة الأولى»، والتي قام بإعدادها الدكتور / حسن بن عبد الرحيم بن يوسف البوهاشم، في سنة 1416 هجري الموافق لسنة 1996 ميلادي :
- زايد بن سلطان بن زايد بن خليفة آل نهيان، رئيس دولة الإمارات العربية المتحدة.
- الملك حمد بن عيسى بن سلمان بن حمد آل خليفة، ملك مملكة البحرين.
- الملك محمد السادس بن الحسن الثاني بن محمد بن يوسف الشريف العلوي، ملك المملكة المغربية.

 بالإضافة إلى ما سبق ذكره من الكتب والتراجم هناك العشرات من الوثائق النسبية التي تخص عائلات وأسر بذاتها. 

## اقرأ أيضاً
- آل البيت.
- علي بن أبي طالب.
- فاطمة الزهراء.
- الحسين بن علي بن أبي طالب.

## وصلات خارجية
- قائمة قبائل العرب
- بوابة الحركات الإسلامية: المذهب الشافعي.. الوسطية بين أهل الحديث وأهل الرأي